# Coppa del Mondo di freestyle 2023
La Coppa del Mondo di freestyle 2023 è stata la quarantaquattresima edizione della manifestazione organizzata dalla Federazione Internazionale Sci; ha avuto inizio il 21 ottobre 2022 a Coira e si è conclusa il 25 marzo 2023 a Silvaplana, in Svizzera. Nel corso della stagione si sono tenuti a Bakuriani, in Georgia, i Campionati mondiali di freestyle 2023, e ad Aspen, negli Stati Uniti d'America, i Winter X Games XXVII, non validi ai fini della Coppa del Mondo. In seguito all'invasione dell'Ucraina, gli atleti russi e bielorussi sono statiesclusi dalle competizioni.
La programmazione ha previsto gare di 6 discipline: ski cross, salti, gobbe, gobbe in parallelo, halfpipe, slopestyle e big air. Sia in campo maschile che femminile è stata assegnata una Coppa del Mondo generale di freestyle (data dalla somma dei punteggi ottenuti tra halfpipe, slopestyle e big air), una Coppa del Mondo generale di gobbe e una Coppa del Mondo per ogni singola specialità. Infine sono state stilate le classifiche per nazioni.
In campo maschile il norvegese Birk Ruud ha vinto la Coppa del Mondo generale di freestyle, oltre a quella di slopestyle e a quella di big air. Il canadese Mikaël Kingsbury si è aggiudicato la Coppa del Mondo generale di gobbe, quella di gobbe e quella di gobbe in parallelo. Il canadese Reece Howden ha vinto la Coppa del Mondo di ski cross, lo svizzero Noé Roth quella di salti e lo statunitense Birk Irving quella di halfpipe.
In campo femminile la norvegese Johanne Killi ha vinto la Coppa del Mondo generale di freestyle e quella di slopestyle. La francese Perrine Laffont si è aggiudicata la Coppa del Mondo generale di gobbe e quella di gobbe in parallelo, mentre la sua connazionale Tess Ledeux ha vinto quella di big air. La svedese Sandra Näslund si è aggiudicata la Coppa del Mondo di ski cross, le australiane Danielle Scott e Jakara Anthony rispettivamente quella di salti e quella di gobbe, mentre la canadese Rachael Karker quella di halfpipe.
Ruud tra gli uomini e la cinese Gu Ailing tra le donne erano i detentori uscenti della Coppa del Mondo generale di freestyle. Lo svizzero Ryan Regez e Sandra Näslund di quella di ski cross, il russo Maksim Burov e la cinese Xu Mengtao di quella di salti e Mikaël Kingsbury e Jakara Anthony di quella di gobbe.

## Uomini

### Risultati
| Data             | Località             | Nazione     | Spec. | Primo                 | Secondo                   | Terzo                     |
| ---------------- | -------------------- | ----------- | ----- | --------------------- | ------------------------- | ------------------------- |
| 21 ottobre 2022  | Coira                | Svizzera    | BA    | Birk Ruud             | Noah Porter MacLennan     | Troy Podmilsak            |
| 5 novembre 2022  | Les Deux Alpes       | Francia     | SX    | annullata             | annullata                 | annullata                 |
| 19 novembre 2022 | Stubaital            | Austria     | SS    | Birk Ruud             | Andri Ragettli            | Colby Stevenson           |
| 25 novembre 2022 | Falun                | Svezia      | BA    | annullata             | annullata                 | annullata                 |
| 3 dicembre 2022  | Ruka                 | Finlandia   | MO    | Mikaël Kingsbury      | Ikuma Horishima           | Matt Graham               |
| 4 dicembre 2022  | Ruka                 | Finlandia   | AE    | Pirmin Werner         | Noé Roth                  | Lewis Irving              |
| 8 dicembre 2022  | Val Thorens          | Francia     | SX    | Johannes Rohrweck     | Tobias Müller             | Jonas Lenherr             |
| 9 dicembre 2022  | Val Thorens          | Francia     | SX    | Mathias Graf          | Youri Duplessis Kergomard | Marc Bischofberger        |
| 10 dicembre 2022 | Idre Fjäll           | Svezia      | MO    | Nick Page             | Mikaël Kingsbury          | Walter Wallberg           |
| 11 dicembre 2022 | Idre Fjäll           | Svezia      | DM    | Mikaël Kingsbury      | Filip Gravenfors          | Nick Page                 |
| 12 dicembre 2022 | Arosa                | Svizzera    | SX    | Terence Tchiknavorian | Reece Howden              | David Mobärg              |
| 16 dicembre 2022 | Copper Mountain      | Stati Uniti | BA    | Birk Ruud             | Timothé Sivignon          | Sebastian Schjerve        |
| 17 dicembre 2022 | Copper Mountain      | Stati Uniti | HP    | Birk Irving           | Brendan Mackay            | Noah Bowman               |
| 16 dicembre 2022 | Alpe d'Huez          | Francia     | MO    | Ikuma Horishima       | Mikaël Kingsbury          | Cole McDonald             |
| 17 dicembre 2022 | Alpe d'Huez          | Francia     | DM    | Ikuma Horishima       | Benjamin Cavet            | Walter Wallberg           |
| 21 dicembre 2022 | San Candido          | Italia      | SX    | Mathias Graf          | Reece Howden              | Brady Leman               |
| 22 dicembre 2022 | San Candido          | Italia      | SX    | Reece Howden          | Ryo Sugai                 | Niklas Bachsleitner       |
| 28 dicembre 2022 | Alleghe              | Italia      | SX    | annullata             | annullata                 | annullata                 |
| 29 dicembre 2023 | Alleghe              | Italia      | SX    | annullata             | annullata                 | annullata                 |
| 14 gennaio 2023  | Font Romeu           | Francia     | SS    | annullata             | annullata                 | annullata                 |
| 20 gennaio 2023  | Calgary              | Canada      | HP    | Jon Sallinen          | Brendan Mackay            | Simon d'Artois            |
| 22 gennaio 2023  | Calgary              | Canada      | HP    | Alex Ferreira         | Birk Irving               | Noah Bowman               |
| 21 gennaio 2023  | Le Relais            | Canada      | AE    | Quinn Dehlinger       | Noé Roth                  | Dmytro Kotovskyi          |
| 22 gennaio 2023  | Le Relais            | Canada      | AE    | Noé Roth              | Dmytro Kotovskyi          | Christopher Lillis        |
| 21 gennaio 2023  | Idre Fjäll           | Svezia      | SX    | David Mobärg          | Reece Howden              | Erik Mobärg               |
| 22 gennaio 2023  | Idre Fjäll           | Svezia      | SX    | Reece Howden          | Erik Mobärg               | Tobias Müller             |
| 22 gennaio 2023  | Laax                 | Svizzera    | SS    | Andri Ragettli        | Alexander Hall            | Birk Ruud                 |
| 27 gennaio 2023  | Val Saint Come       | Canada      | MO    | Mikaël Kingsbury      | Walter Wallberg           | Ikuma Horishima           |
| 28 gennaio 2023  | Val Saint Come       | Canada      | DM    | Walter Wallberg       | Mikaël Kingsbury          | Filip Gravenfors          |
| 29 gennaio 2023  | Megève               | Francia     | SX    | annullata             | annullata                 | annullata                 |
| 29 gennaio 2023  | Megève               | Francia     | SX    | annullata             | annullata                 | annullata                 |
| 2 febbraio 2023  | Deer Valley          | Stati Uniti | MO    | Matt Graham           | Mikaël Kingsbury          | Benjamin Cavet            |
| 3 febbraio 2023  | Deer Valley          | Stati Uniti | AE    | Dmytro Kotovskyi      | Li Tianma                 | Chen Shuo                 |
| 4 febbraio 2023  | Deer Valley          | Stati Uniti | DM    | Mikaël Kingsbury      | Matt Graham               | Walter Wallberg           |
| 3 febbraio 2023  | Mammoth Mountain     | Stati Uniti | HP    | Birk Irving           | Brendan Mackay            | David Wise                |
| 4 febbraio 2023  | Mammoth Mountain     | Stati Uniti | SS    | Birk Ruud             | Sebastian Schjerve        | Andri Ragettli            |
| 11 febbraio 2023 | Chiesa in Valmalenco | Italia      | DM    | Ikuma Horishima       | Mikaël Kingsbury          | Julien Viel               |
| 16 febbraio 2023 | Reiteralm            | Austria     | SX    | David Mobärg          | Youri Duplessis Kergomard | Bastien Midol             |
| 17 febbraio 2023 | Reiteralm            | Austria     | SX    | Jonas Lenherr         | Oliver Davies             | Tyler Wallasch            |
| 4 marzo 2023     | Oberwiesenthal       | Germania    | SX    | annullata             | annullata                 | annullata                 |
| 5 marzo 2023     | Oberwiesenthal       | Germania    | SX    | annullata             | annullata                 | annullata                 |
| 5 marzo 2023     | Engadina             | Svizzera    | AE    | Dmytro Kotovskyi      | Noé Roth                  | Christopher Lillis        |
| 11 marzo 2023    | Secret Garden        | Cina        | HP    | annullata             | annullata                 | annullata                 |
| 12 marzo 2023    | Veysonnaz            | Svizzera    | SX    | David Mobärg          | Ryo Sugai                 | Reece Howden              |
| 17 marzo 2023    | Almaty               | Kazakistan  | MO    | Mikaël Kingsbury      | Pavel Kolmakov            | Matt Graham               |
| 18 marzo 2023    | Almaty               | Kazakistan  | DM    | Mikaël Kingsbury      | Walter Wallberg           | Matt Graham               |
| 19 marzo 2023    | Almaty               | Kazakistan  | AE    | Pirmin Werner         | Noé Roth                  | Émile Nadeau              |
| 17 marzo 2023    | Craigleith           | Canada      | SX    | Reece Howden          | Florian Wilmsmann         | Youri Duplessis Kergomard |
| 18 marzo 2023    | Craigleith           | Canada      | SX    | Brady Leman           | Youri Duplessis Kergomard | Joos Berry                |
| 18 marzo 2023    | Tignes               | Francia     | SS    | Birk Ruud             | Jesper Tjäder             | Andri Ragettli            |
| 25 marzo 2023    | Silvaplana           | Svizzera    | SS    | Jesper Tjäder         | Evan McEachran            | Birk Ruud                 |

Legenda: 

AE = Salti 

BA = Big air 

HP = Halfpipe 

MO = Gobbe 

DM = Gobbe in parallelo 

SS = Slopestyle 

SX = Ski cross 

T = gara a squadre

### Classifiche

#### Skicross
| Pos. | Nome                      | Nazione  | Punti |
| ---- | ------------------------- | -------- | ----- |
| 1    | Reece Howden              | Canada   | 725   |
| 2    | David Mobärg              | Svezia   | 574   |
| 3    | Florian Wilmsmann         | Germania | 508   |
| 4    | Youri Duplessis Kergomard | Francia  | 430   |
| 5    | Brady Leman               | Canada   | 354   |

#### Salti
| Pos. | Nome               | Nazione     | Punti |
| ---- | ------------------ | ----------- | ----- |
| 1    | Noé Roth           | Svizzera    | 429   |
| 2    | Dmytro Kotovskyi   | Svizzera    | 371   |
| 3    | Pirmin Werner      | Svizzera    | 302   |
| 4    | Christopher Lillis | Stati Uniti | 279   |
| 5    | Quinn Dehlinger    | Stati Uniti | 204   |

#### Generale di gobbe
| Pos. | Nome             | Nazione     | Punti |
| ---- | ---------------- | ----------- | ----- |
| 1    | Mikaël Kingsbury | Canada      | 1002  |
| 2    | Ikuma Horishima  | Giappone    | 660   |
| 3    | Walter Wallberg  | Svezia      | 607   |
| 4    | Matt Graham      | Australia   | 592   |
| 5    | Nick Page        | Stati Uniti | 434   |
| 6    | Benjamin Cavet   | Francia     | 399   |
| 7    | Filip Gravenfors | Svezia      | 372   |
| 8    | Cole McDonald    | Stati Uniti | 356   |
| 9    | Dylan Walczyk    | Stati Uniti | 315   |
| 10   | Pavel Kolmakov   | Kazakistan  | 313   |

#### Gobbe
| Pos. | Nome             | Nazione     | Punti |
| ---- | ---------------- | ----------- | ----- |
| 1    | Mikaël Kingsbury | Canada      | 540   |
| 2    | Matt Graham      | Australia   | 336   |
| 3    | Ikuma Horishima  | Giappone    | 329   |
| 4    | Nick Page        | Stati Uniti | 292   |
| 5    | Walter Wallberg  | Svezia      | 233   |

#### Gobbe in parallelo
| Pos. | Nome             | Nazione   | Punti |
| ---- | ---------------- | --------- | ----- |
| 1    | Mikaël Kingsbury | Canada    | 462   |
| 2    | Walter Wallberg  | Svezia    | 374   |
| 3    | Ikuma Horishima  | Giappone  | 331   |
| 4    | Filip Gravenfors | Svezia    | 265   |
| 5    | Matt Graham      | Australia | 256   |

#### Generale di freestyle
| Pos. | Nome               | Nazione     | Punti |
| ---- | ------------------ | ----------- | ----- |
| 1    | Birk Ruud          | Norvegia    | 560   |
| 2    | Andri Ragettli     | Svizzera    | 365   |
| 3    | Birk Irving        | Stati Uniti | 320   |
| 4    | Jesper Tjäder      | Svezia      | 310   |
| 5    | Brendan Mackay     | Canada      | 272   |
| 6    | Sebastian Schjerve | Norvegia    | 259   |
| 7    | Alexander Hall     | Stati Uniti | 230   |
| 8    | Alex Ferreira      | Stati Uniti | 200   |
| 9    | Jon Sallinen       | Svezia      | 181   |
| 10   | David Wise         | Stati Uniti | 170   |

#### Halfpipe
| Pos. | Nome           | Nazione     | Punti |
| ---- | -------------- | ----------- | ----- |
| 1    | Birk Irving    | Stati Uniti | 320   |
| 2    | Brendan Mackay | Canada      | 272   |
| 3    | Alex Ferreira  | Stati Uniti | 200   |
| 4    | Jon Sallinen   | Finlandia   | 181   |
| 5    | David Wise     | Stati Uniti | 170   |

#### Slopestyle
| Pos. | Nome               | Nazione     | Punti |
| ---- | ------------------ | ----------- | ----- |
| 1    | Birk Ruud          | Norvegia    | 360   |
| 2    | Andri Ragettli     | Svizzera    | 300   |
| 3    | Jesper Tjäder      | Svezia      | 245   |
| 5    | Alexander Hall     | Stati Uniti | 201   |
| 3    | Sebastian Schjerve | Norvegia    | 175   |

#### Big air
| Pos. | Nome                  | Nazione     | Punti |
| ---- | --------------------- | ----------- | ----- |
| 1    | Birk Ruud             | Norvegia    | 200   |
| 2    | Troy Podmilsak        | Stati Uniti | 100   |
| 3    | Noah Porter MacLennan | Canada      | 96    |
| 4    | Sebastian Schjerve    | Norvegia    | 84    |
| 5    | Timothé Sivignon      | Francia     | 80    |

## Donne

### Risultati
| Data             | Località             | Nazione     | Spec. | Primo                    | Secondo             | Terzo                    |
| ---------------- | -------------------- | ----------- | ----- | ------------------------ | ------------------- | ------------------------ |
| 21 ottobre 2022  | Coira                | Svizzera    | BA    | Tess Ledeux              | Sandra Eie          | Mathilde Gremaud         |
| 5 novembre 2022  | Les Deux Alpes       | Francia     | SX    | annullata                | annullata           | annullata                |
| 19 novembre 2022 | Stubaital            | Austria     | SS    | Johanne Killi            | Kelly Sildaru       | Grace Henderson          |
| 25 novembre 2022 | Falun                | Svezia      | BA    | annullata                | annullata           | annullata                |
| 3 dicembre 2022  | Ruka                 | Finlandia   | MO    | Jakara Anthony           | Perrine Laffont     | Anri Kawamura            |
| 4 dicembre 2022  | Ruka                 | Finlandia   | AE    | Danielle Scott           | Marion Thénault     | Janbota Aldabergenova    |
| 8 dicembre 2022  | Val Thorens          | Francia     | SX    | Sandra Näslund           | Marielle Thompson   | Talina Gantenbein        |
| 9 dicembre 2022  | Val Thorens          | Francia     | SX    | Sandra Näslund           | Hannah Schmidt      | Daniela Maier            |
| 10 dicembre 2022 | Idre Fjäll           | Svezia      | MO    | Jakara Anthony           | Anri Kawamura       | Perrine Laffont          |
| 11 dicembre 2022 | Idre Fjäll           | Svezia      | DM    | Elizabeth Lemley         | Anri Kawamura       | Perrine Laffont          |
| 12 dicembre 2022 | Arosa                | Svizzera    | SX    | Sandra Näslund           | Marielle Thompson   | Daniela Maier            |
| 16 dicembre 2022 | Copper Mountain      | Stati Uniti | BA    | Megan Oldham             | Mathilde Gremaud    | Olivia Asselin           |
| 17 dicembre 2022 | Copper Mountain      | Stati Uniti | HP    | Rachael Karker           | Amy Fraser          | Kelly Sildaru            |
| 16 dicembre 2022 | Alpe d'Huez          | Francia     | MO    | Jakara Anthony           | Perrine Laffont     | Elizabeth Lemley         |
| 17 dicembre 2022 | Alpe d'Huez          | Francia     | DM    | Anri Kawamura            | Perrine Laffont     | Jakara Anthony           |
| 21 dicembre 2022 | San Candido          | Italia      | SX    | Sandra Näslund           | Fanny Smith         | Marielle Thompson        |
| 22 dicembre 2022 | San Candido          | Italia      | SX    | Sandra Näslund           | Andrea Limbacher    | Fanny Smith Sonja Gigler |
| 28 dicembre 2022 | Alleghe              | Italia      | SX    | annullata                | annullata           | annullata                |
| 29 dicembre 2023 | Alleghe              | Italia      | SX    | annullata                | annullata           | annullata                |
| 14 gennaio 2023  | Font Romeu           | Francia     | SS    | annullata                | annullata           | annullata                |
| 19 gennaio 2023  | Calgary              | Canada      | HP    | Gu Ailing                | Rachael Karker      | Hanna Faulhaber          |
| 22 gennaio 2023  | Calgary              | Canada      | HP    | Gu Ailing                | Rachael Karker      | Zhang Kexin              |
| 21 gennaio 2023  | Le Relais            | Canada      | AE    | Marion Thénault          | Ashley Caldwell     | Anastasija Novosad       |
| 22 gennaio 2023  | Le Relais            | Canada      | AE    | Laura Peel               | Ashley Caldwell     | Anastasija Novosad       |
| 21 gennaio 2023  | Idre Fjäll           | Svezia      | SX    | Sandra Näslund           | Fanny Smith         | Daniela Maier            |
| 22 gennaio 2023  | Idre Fjäll           | Svezia      | SX    | Sandra Näslund           | Katrin Ofner        | Marielle Thompson        |
| 22 gennaio 2023  | Laax                 | Svizzera    | SS    | Johanne Killi            | Sarah Höfflin       | Tess Ledeux              |
| 27 gennaio 2023  | Val Saint Come       | Canada      | MO    | Anri Kawamura            | Jakara Anthony      | Jaelin Kauf              |
| 28 gennaio 2023  | Val Saint Come       | Canada      | DM    | Anri Kawamura            | Perrine Laffont     | Makayla Gerken Schofield |
| 29 gennaio 2023  | Megève               | Francia     | SX    | annullata                | annullata           | annullata                |
| 29 gennaio 2023  | Megève               | Francia     | SX    | annullata                | annullata           | annullata                |
| 2 febbraio 2023  | Deer Valley          | Stati Uniti | MO    | Jakara Anthony           | Jaelin Kauf         | Perrine Laffont          |
| 3 febbraio 2023  | Deer Valley          | Stati Uniti | AE    | Danielle Scott           | Marion Thénault     | Kong Fanyu               |
| 4 febbraio 2023  | Deer Valley          | Stati Uniti | DM    | Perrine Laffont          | Jaelin Kauf         | Hannah Soar              |
| 3 febbraio 2023  | Mammoth Mountain     | Stati Uniti | HP    | Zhang Kexin              | Zoe Atkin           | Rachael Karker           |
| 4 febbraio 2023  | Mammoth Mountain     | Stati Uniti | SS    | Johanne Killi            | Kirsty Muir         | Ruby Andrews             |
| 11 febbraio 2023 | Chiesa in Valmalenco | Italia      | DM    | Perrine Laffont          | Elizabeth Lemley    | Anri Kawamura            |
| 16 febbraio 2023 | Reiteralm            | Austria     | SX    | Sandra Näslund           | Marielle Thompson   | Daniela Maier            |
| 17 febbraio 2023 | Reiteralm            | Austria     | SX    | Sandra Näslund           | Sonja Gigler        | Jole Galli               |
| 4 marzo 2023     | Oberwiesenthal       | Germania    | SX    | annullata                | annullata           | annullata                |
| 5 marzo 2023     | Oberwiesenthal       | Germania    | SX    | annullata                | annullata           | annullata                |
| 5 marzo 2023     | Engadina             | Svizzera    | AE    | Danielle Scott           | Laura Peel          | Kong Fanyu               |
| 11 marzo 2023    | Secret Garden        | Cina        | HP    | annullata                | annullata           | annullata                |
| 12 marzo 2023    | Veysonnaz            | Svizzera    | SX    | Fanny Smith              | Jade Grillet-Aubert | Tiana Gairns             |
| 17 marzo 2023    | Almaty               | Kazakistan  | MO    | Perrine Laffont          | Jaelin Kauf         | Tess Johnson             |
| 18 marzo 2023    | Almaty               | Kazakistan  | DM    | Perrine Laffont          | Jaelin Kauf         | Olivia Giaccio           |
| 19 marzo 2023    | Almaty               | Kazakistan  | AE    | Laura Peel               | Danielle Scott      | Marion Thénault          |
| 17 marzo 2023    | Craigleith           | Canada      | SX    | Fanny Smith              | Courtney Hoffos     | Marielle Thompson        |
| 18 marzo 2023    | Craigleith           | Canada      | SX    | Marielle Berger Sabbatel | Marielle Thompson   | Brittany Phelan          |
| 18 marzo 2023    | Tignes               | Francia     | SS    | Mathilde Gremaud         | Johanne Killi       | Megan Oldham             |
| 25 marzo 2023    | Silvaplana           | Svizzera    | SS    | Tess Ledeux              | Sarah Höfflin       | Johanne Killi            |

Legenda: 

AE = Salti 

BA = Big air 

HP = Halfpipe 

MO = Gobbe 

DM = Gobbe in parallelo 

SS = Slopestyle 

SX = Ski cross 

T = gara a squadre

### Classifiche

#### Skicross
| Pos. | Nome              | Nazione  | Punti |
| ---- | ----------------- | -------- | ----- |
| 1    | Sandra Näslund    | Svezia   | 900   |
| 2    | Fanny Smith       | Svizzera | 691   |
| 3    | Marielle Thompson | Canada   | 664   |
| 4    | Katrin Ofner      | Austria  | 440   |
| 5    | Hannah Schmidt    | Canada   | 412   |

#### Salti
| Pos. | Nome            | Nazione     | Punti |
| ---- | --------------- | ----------- | ----- |
| 1    | Danielle Scott  | Australia   | 462   |
| 2    | Laura Peel      | Australia   | 362   |
| 3    | Marion Thénault | Canada      | 350   |
| 4    | Kaila Kuhn      | Stati Uniti | 254   |
| 5    | Winter Vinecki  | Stati Uniti | 233   |

#### Generale di gobbe
| Pos. | Nome                     | Nazione     | Punti |
| ---- | ------------------------ | ----------- | ----- |
| 1    | Perrine Laffont          | Francia     | 950   |
| 2    | Jakara Anthony           | Australia   | 709   |
| 3    | Anri Kawamura            | Giappone    | 673   |
| 4    | Jaelin Kauf              | Stati Uniti | 653   |
| 5    | Elizabeth Lemley         | Stati Uniti | 470   |
| 6    | Rino Yanagimoto          | Giappone    | 450   |
| 7    | Olivia Giaccio           | Stati Uniti | 444   |
| 8    | Avital Carroll           | Austria     | 333   |
| 9    | Makayla Gerken Schofield | Regno Unito | 304   |
| 10   | Hannah Soar              | Stati Uniti | 295   |

#### Gobbe
| Pos. | Nome            | Nazione     | Punti |
| ---- | --------------- | ----------- | ----- |
| 1    | Jakara Anthony  | Australia   | 480   |
| 2    | Perrine Laffont | Francia     | 430   |
| 3    | Jaelin Kauf     | Stati Uniti | 341   |
| 4    | Anri Kawamura   | Giappone    | 293   |
| 5    | Rino Yanagimoto | Giappone    | 223   |

#### Gobbe in parallelo
| Pos. | Nome             | Nazione     | Punti |
| ---- | ---------------- | ----------- | ----- |
| 1    | Perrine Laffont  | Francia     | 520   |
| 2    | Anri Kawamura    | Giappone    | 380   |
| 3    | Jaelin Kauf      | Stati Uniti | 312   |
| 4    | Elizabeth Lemley | Stati Uniti | 280   |
| 5    | Olivia Giaccio   | Stati Uniti | 258   |

#### Generale Park & Pipe
| Pos. | Nome             | Nazione     | Punti |
| ---- | ---------------- | ----------- | ----- |
| 1    | Johanne Killi    | Norvegia    | 440   |
| 2    | Tess Ledeux      | Francia     | 345   |
| 3    | Sarah Höfflin    | Svizzera    | 340   |
| 4    | Mathilde Gremaud | Svizzera    | 337   |
| 5    | Rachael Karker   | Canada      | 320   |
| 6    | Megan Oldham     | Canada      | 319   |
| 7    | Sandra Eie       | Norvegia    | 270   |
| 8    | Kirsty Muir      | Regno Unito | 241   |
| 9    | Amy Fraser       | Canada      | 216   |
| 10   | Zhang Kexin      | Cina        | 205   |

#### Halfpipe
| Pos. | Nome            | Nazione     | Punti |
| ---- | --------------- | ----------- | ----- |
| 1    | Rachael Karker  | Canada      | 320   |
| 2    | Amy Fraser      | Canada      | 216   |
| 3    | Zhang Kexin     | Cina        | 205   |
| 4    | Gu Ailing       | Cina        | 200   |
| 5    | Hanna Faulhaber | Stati Uniti | 195   |

#### Slopestyle
| Pos. | Nome             | Nazione  | Punti |
| ---- | ---------------- | -------- | ----- |
| 1    | Johanne Killi    | Norvegia | 380   |
| 2    | Sarah Höfflin    | Svizzera | 250   |
| 3    | Tess Ledeux      | Francia  | 205   |
| 4    | Mathilde Gremaud | Svizzera | 197   |
| 5    | Megan Oldham     | Canada   | 187   |

#### Big air
| Pos. | Nome             | Nazione  | Punti |
| ---- | ---------------- | -------- | ----- |
| 1    | Tess Ledeux      | Francia  | 140   |
| 2    | Mathilde Gremaud | Svizzera | 140   |
| 3    | Megan Oldham     | Canada   | 132   |
| 4    | Sandra Eie       | Norvegia | 112   |
| 5    | Olivia Asselin   | Canada   | 110   |

## Misto

### Risultati
| Data          | Località | Nazione    | Spec. | Primo     | Secondo   | Terzo     |
| ------------- | -------- | ---------- | ----- | --------- | --------- | --------- |
| 20 marzo 2023 | Almaty   | Kazakistan | AE    | annullata | annullata | annullata |

Legenda: 

AE = Salti

## Coppa delle Nazioni

### Classifiche

#### Generale
| Pos. | Nazione     | Punti |
| ---- | ----------- | ----- |
| 1    | Canada      | 7324  |
| 2    | Stati Uniti | 5564  |
| 3    | Svizzera    | 4134  |
| 4    | Francia     | 4004  |
| 5    | Svezia      | 3527  |

#### Freestyle
| Pos. | Nazione     | Punti |
| ---- | ----------- | ----- |
| 1    | Stati Uniti | 3551  |
| 2    | Canada      | 2913  |
| 3    | Norvegia    | 1813  |
| 4    | Svizzera    | 1638  |
| 5    | Cina        | 683   |

#### Salti
| Pos. | Nazione     | Punti |
| ---- | ----------- | ----- |
| 1    | Stati Uniti | 1668  |
| 2    | Canada      | 1426  |
| 3    | Ucraina     | 1401  |
| 4    | Svizzera    | 1128  |
| 5    | Australia   | 920   |

#### Gobbe
| Pos. | Nazione     | Punti |
| ---- | ----------- | ----- |
| 1    | Stati Uniti | 2062  |
| 2    | Giappone    | 1740  |
| 3    | Canada      | 1206  |
| 4    | Australia   | 1041  |
| 5    | Francia     | 900   |

#### Gobbe in parallelo
| Pos. | Nazione     | Punti |
| ---- | ----------- | ----- |
| 1    | Stati Uniti | 2077  |
| 2    | Giappone    | 1726  |
| 3    | Canada      | 1066  |
| 4    | Francia     | 1034  |
| 5    | Svezia      | 787   |

#### Ski cross
| Pos. | Nazione  | Punti |
| ---- | -------- | ----- |
| 1    | Canada   | 4252  |
| 2    | Svizzera | 2585  |
| 3    | Germania | 2202  |
| 4    | Francia  | 2101  |
| 5    | Austria  | 2026  |